# 傑拉什
32°16′20.21″N 35°53′29.03″E / 32.2722806°N 35.8913972°E

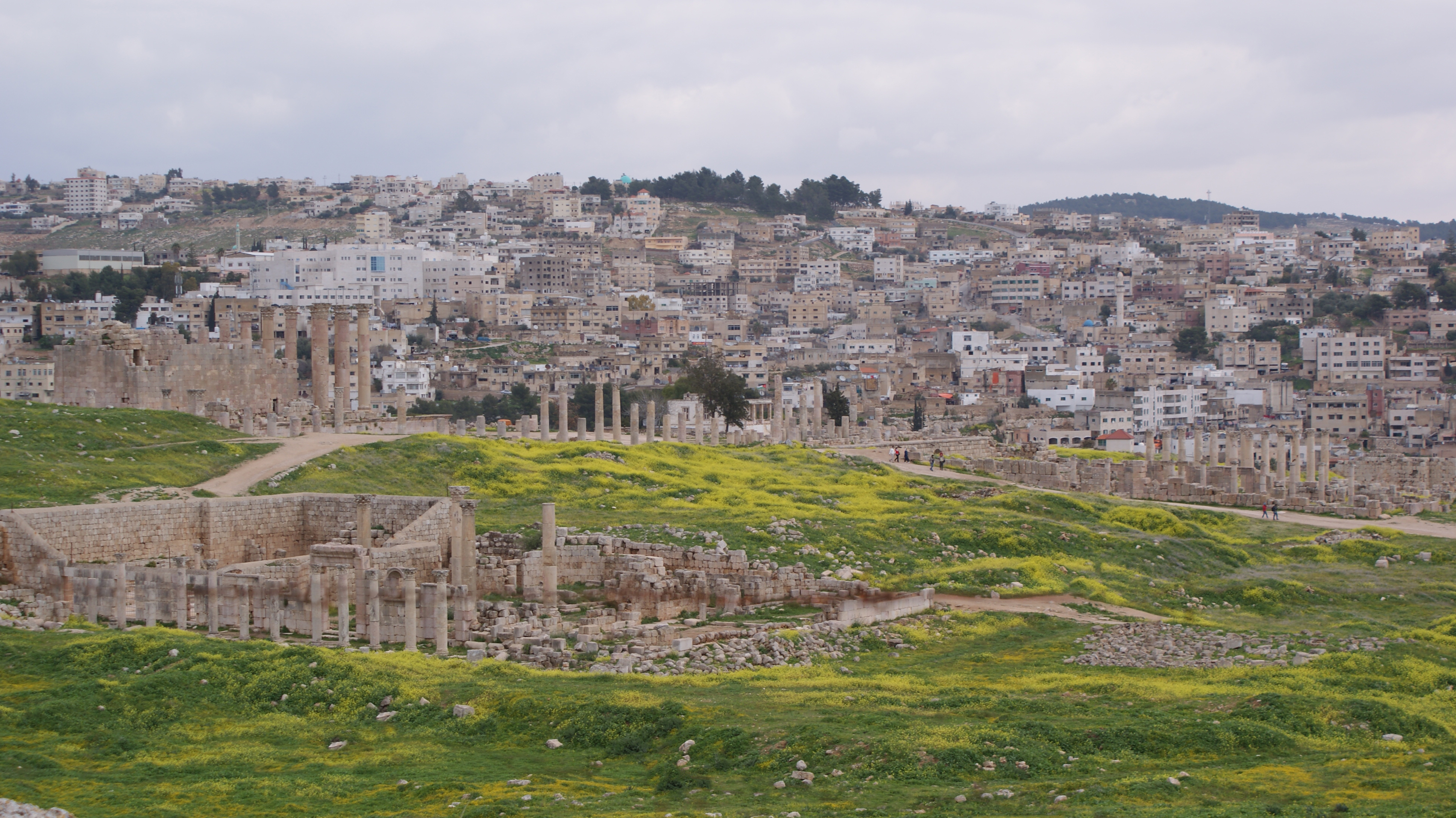

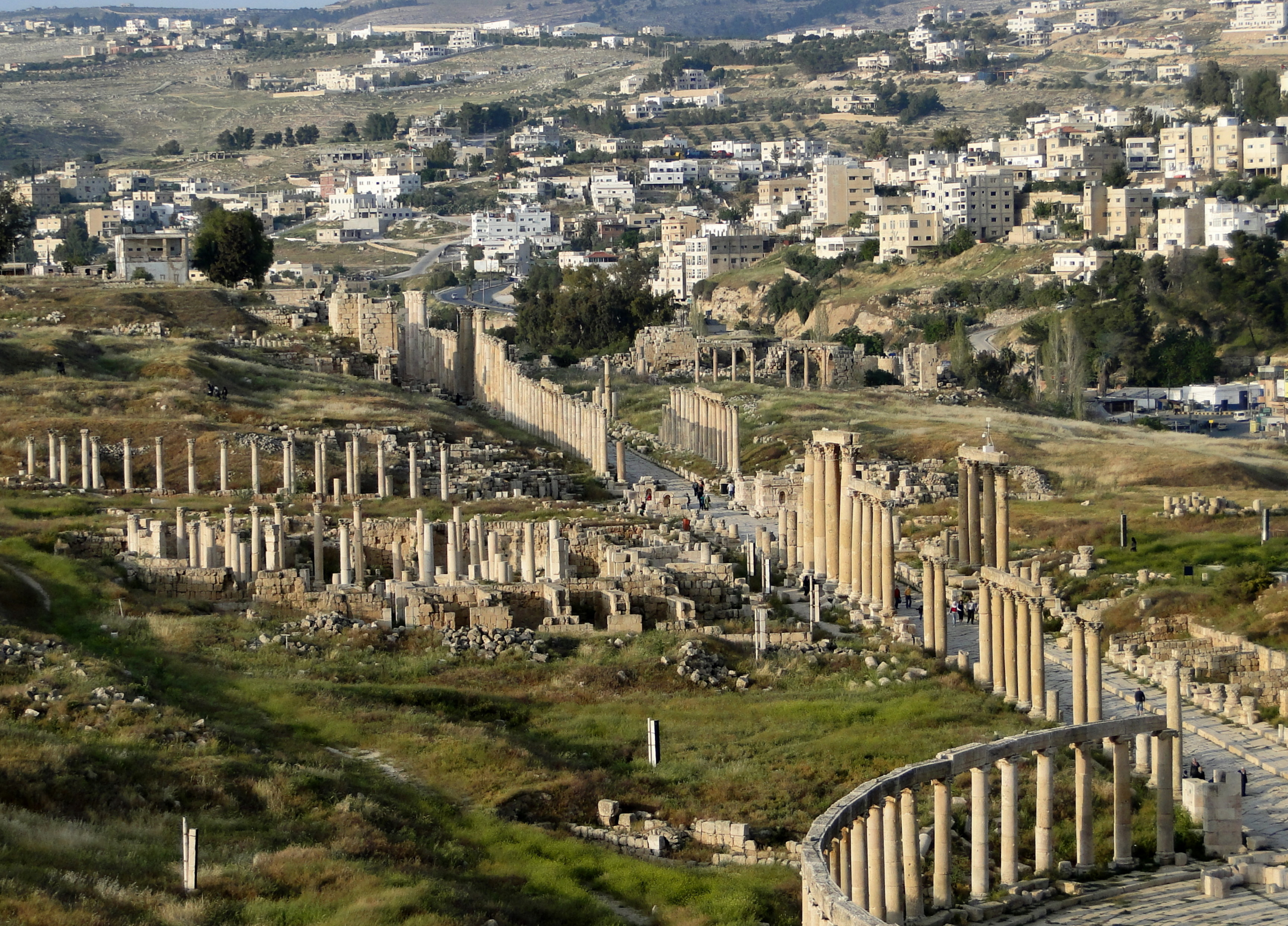

傑拉什是約旦的城市，位於該國西北部，由傑拉什省負責管轄，距離首都安曼48公里，始建於公元前2000年，海拔高度約600米，該鎮大部分地區在公元749年發生的地震中被摧毀廢棄，直到奧斯曼帝國時期才重建，2003年人口41,500。

## 外部連結
- BiblePlaces.com
- Jordan Tourism Board （页面存档备份，存于）
- A brief history and some photographs （页面存档备份，存于）
- Photos of Jerash
- 360 degrees panorama of Jerash （页面存档备份，存于）
- Jerash on Jordanian Postage Stamps （页面存档备份，存于）
- The Mosaics of Jerash （页面存档备份，存于）
- Photos Jerash at Pasaporteblog.com （页面存档备份，存于） （西班牙文）
- Jerash (Gerasa) （页面存档备份，存于） - photo gallery